# Brug 857
Brug 857 is een bouwkundig kunstwerk in Amsterdam-Zuid, buurt Zuidas Noord.

## Brug 857
Zij verzorgt samen met brug 858 en brug 859 de gescheiden verkeersstromen rond de kruising tussen Strawinskylaan en Parnassusweg. Brug 857 heeft daarvan de minste lasten te dragen. Het is een voet- en fietstunnel aan de onderzijde; de bovenzijde verzorgt de aan- en toevoer van de rechtbank van Amsterdam aan Parnassusweg 220. Overig verkeer raast langs deze kleinste van de drie. De Strawinskylaan en Parnassusweg liggen hier op een dijklichaam.
Het bijzondere aan deze brug is dat er geen rechthoekig element te vinden is. De noordelijke balustrade heeft de vorm van een kwart cirkel; de zuidelijke is een halve cirkel de andere kant op. Om aan- en afvoer te scheiden is op de brug een vluchtheuvel geplaatst. Tot slot zijn er in het zuidelijk landhoofd trappen gemodelleerd naar een dichtbij liggende bushalte. Het dek wordt daar waar ze zichtbaar is, gedragen door zogenaamde paddenstoelpijlers, brugpijlers met een soort platform aan de bovenzijde.
Het ontwerp kwam van Dirk Sterenberg, dan werkend bij de Dienst der Publieke Werken, die destijds verantwoordelijk was voor alle bruggen en viaducten rondom de Strawinskylaan. Hij zou in Amsterdam meer dan 170 bruggen neerleggen. Deze stamt uit 1972/1973.

## Kunst
Tijdens de nieuwbouw van genoemde rechtbank kreeg de voet- en fietstunnel naar het zuiden een verlenging in de vorm van een houten en/of kunststoffen overkapping. Om een mogelijk gevoel van onveiligheid en saaiheid weg te nemen mocht kunstenaar Lies Hansen hier een eenvoudiger versie van haar titelloos werk bij brug 864 en brug 866 plaatsen. Opnieuw worden op de wand allerlei rijwielen afgebeeld.

## Afbeeldingen

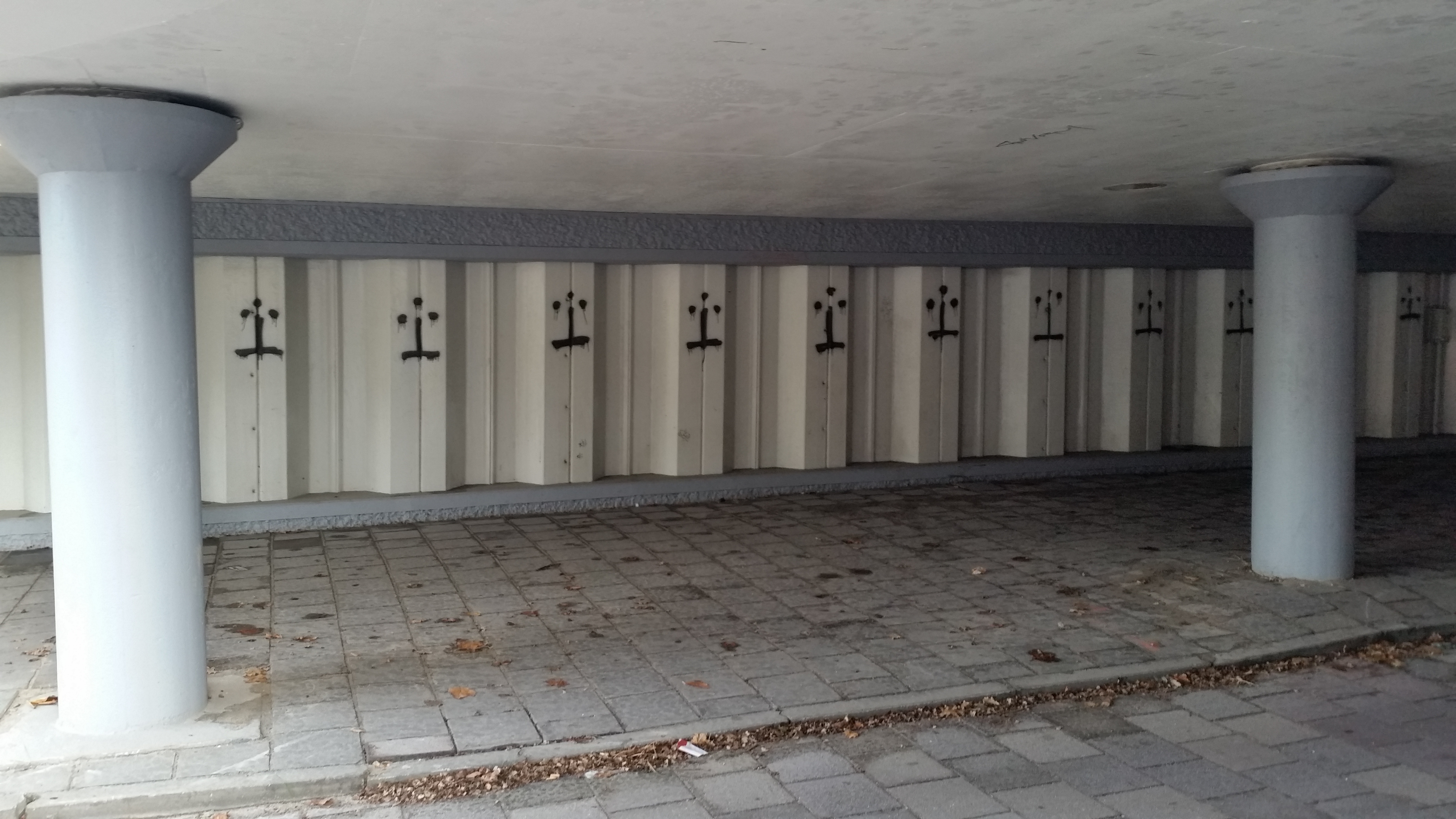
Paddenstoelpijlers (november 2019)

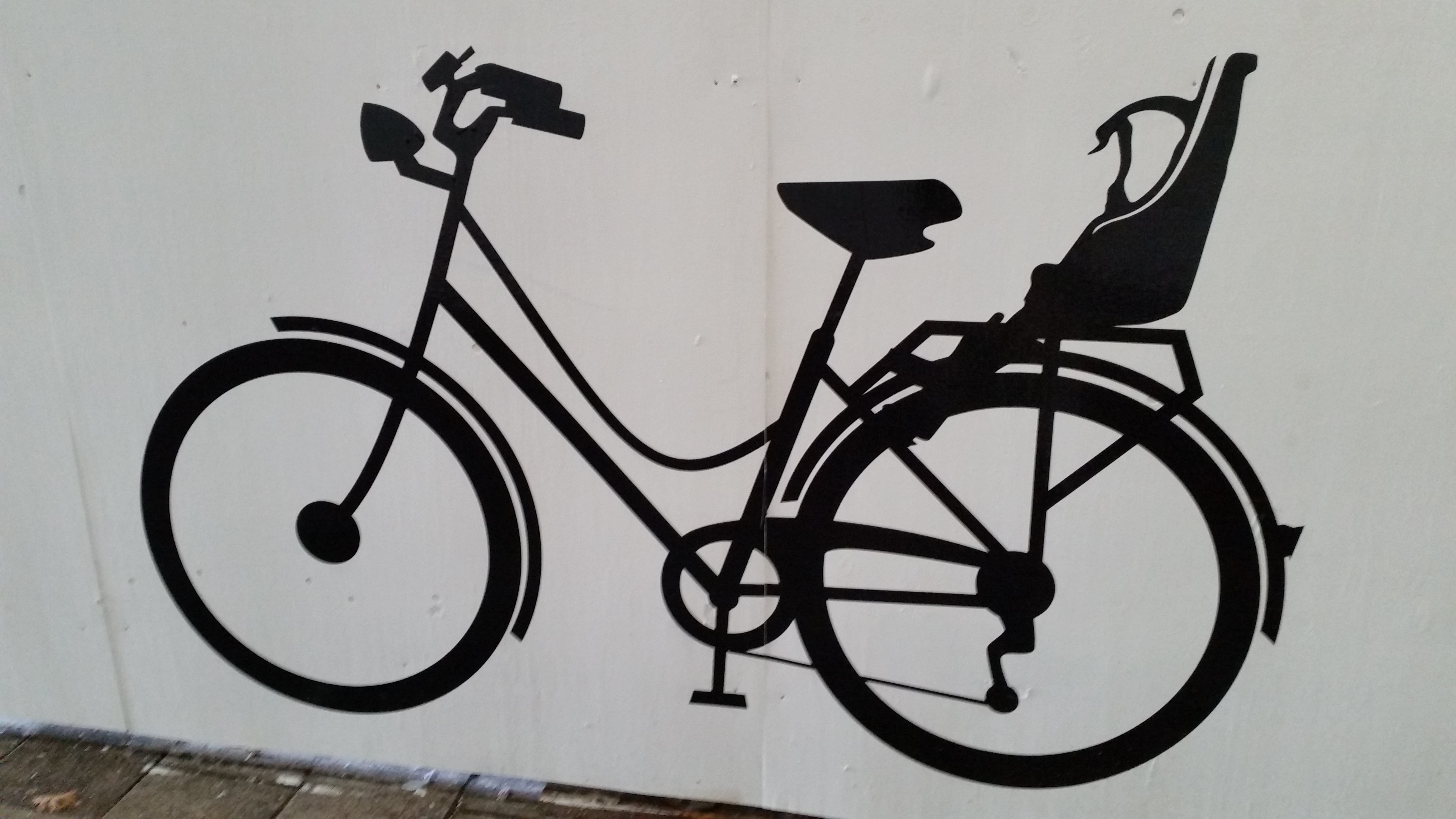
Fiets als kunst (november 2019)

<<< · 801 · 802 · 803 · 804 · 805 · 808 · 811 · 812 · 813 · 814 · 815 · 816 · 817 · 818 · 819 · 820 · 821 · 822 · 823 · 824 · 825 · 826 · 827 · 828 · 829 · 830 · 831 · 832 · 833 · 834 · 835 · 836 · 837 · 838 · 839 · 840 · 841 · 842 · 844 · 845 · 846 · 848 · 849 · 850 ·  854 · 856 · 857 · 858 · 859 · 860 · 863 · 864 · 865 · 866 · 867 · 868 · 869 · 870 · 871 · 872 · 873 · 875 · 876 · 877 · 889 · 890 · 891 · 892 · 893 · 895 · 896 · 897 · 898 · 899 · >>>
Brugnummers 800, 806, 807, 809, 810, 843 (gesloopt, Uilenstede, Amstelveen), 847 (Uilenstede, Amstelveen) , 851 (gesloopt, Dirk Sterenberg), 852 (gesloopt, Dirk Sterenberg), 853 (gesloopt, Dirk Sterenberg), 855, 861, 862, 874, 878, 879, 880, 881, 882, 883, 884, 885, 886, 887, 888, 894 zijn niet (meer) vergeven.